# Yorkshire Dales
Yorkshire Dales er et område i det nordlige England gennemskåret af flere dale. Dele af området er udlagt som nationalpark. Parken er beliggende i et samlet område i North og West Yorkshire samt i Cumbria. 

## Geografi
Landskabet er karakterisk ved sine grønne, højtliggende overdrev, hvor får og kvæg græsser, inddelt af stengærder uden mørtel. Dalene er både i 'V'- og 'U'-form, de fleste af dem skabt af gletschere under sidste istid. Bjergene er for det meste kalksten, med noget skifer og sandsten. 
Det findes også en del højmoser og landskab med lyng, hvor der foregår omfattende rypejagt om efteråret.  
Bjergkæden Penninerne løber gennem Yorkshire Dales. Landskabet gør området velegnet til vandring og vandringsruten Pennine Way gennem dalene er den mest besøgte vandrevej i Storbritannien.

## Hulesystemer
Som følge af den megen limsten, der forefindes i dalene, er der omfattene hulesystemer flere steder i området, hvilket gør området til et af mest besøgte for huleudforskning i Storbritannien. Flere af hulesystemerne er åbne for offentligheden.
Systemerne omfatter:
- Gaping Gill systemet
- Alum Pot systemet
- Mossdale Caverns
- Kingsdale Caverns
- Leck Fell Caves
- Easegill systemet
- White Scar Caves i Chapel-le-Dale nær Ingleton,[2]
- Ingleborough Cave[3] i Clapdale nær Clapham
- Stump Cross Caverns[4] nær Pateley Bridge.

## Nationalparken
I 1954 blev 1.770 km² udlagt som nationalpark. Det meste af nationalparken ligger i North Yorkshire, men efter grevskabsreformen i 1974, har dele af parken været placeret i Cumbria. Mere end 20.000 mennesker bor i parkområdet, der har mere end otte millioner besøgende om året. 
Blandt seværdighedene i parken finder man:
- Aysgarth Falls
- Landsbyerne Clapham, Hawes og Malham
- Cautley Spout
- Grassington
- Horton in Ribblesdale
- Kisdon Force i Swaledale
- Reeth
- Sedbergh
- Settle
- Yorkshire three peaks

## Dalene
Dalene der regnes med til Yorkshire Dales er:
- Arkengarthdale
- Bishopdale
- Coverdale
- Dentdale
- Littondale
- Malhamdale
- Nidderdale (udenfor nationalparken)
- Ribblesdale
- Swaledale
- Wensleydale
- Wharfedale

## Eksterne links
- Wikimedia Commons har flere filer relateret til Yorkshire Dales

54°16′00″N 2°05′00″V / 54.266666666667°N 2.0833333333333°V